# Wilfried Louis
Wilfried Louis (25 ottobre 1949) è un ex calciatore haitiano, di ruolo difensore.

## Carriera

### Club
Durante il periodo di militanza con il Don Bosco Football Club, fece parte della spedizione haitiana ai Mondiali tedeschi del 1974.

### Nazionale
Ha vestito la maglia di Haiti in due occasioni, partecipando con la sua Nazionale ai Mondiali tedeschi del 1974.
Il suo primo incontro in Nazionale è datato 23 aprile 1972 nella vittoria haitiana per 5-0 contro Porto Rico, mentre l'ultima presenza fu il 23 giugno 1974 nella sconfitta dei Les Grenadiers per 4-1 contro l'Argentina.

## Palmarès

### Nazionale
- Campionato CONCACAF: 1

Haiti 1973